# Hildebrand von Ebra
Hildebrand(t) von Ebra (* um 1460; † um 1510) war ein Dienstmann der Grafen zu Stolberg im Harz und Gutsbesitzer in Rottleberode und Uftrungen.

## Leben
Er stammte aus dem thüringischen Adelsgeschlecht von Ebra und war der Sohn von Reinhardt von Ebra.
1482 beteiligte er sich gemeinsam mit seinem Bruder Kunemundt am Bergbau bei Stolberg (Harz). Nach dem Tod seines Vaters Reinhardt und seines Bruders Kunemundt von Ebra wurde er 1492 von den Grafen zu Stolberg mit Gütern in Uftrungen und Rottleberode belehnt.
1501 weigerte er sich, dass seine Mannen weiterhin Steuern an die Grafen zu Stolberg entrichteten. Daraufhin kam es zur Verhandlung in Heringen/Helme, in deren Verlauf sich Ebra in einem Rezess den Stolbergern unterordnete.